# 6-氰基菲啶
6-氰基菲啶是一种有机化合物，化学式为C14H8N2。
它可由6-甲基菲啶、碘、氟化铵和过氧化叔丁醇（70%水溶液）在氧气气氛的DMSO中反应得到。N-氧化菲啶在DBU存在下和三甲基氰硅烷反应，或6-氰基菲啶-N-氧化物和三苯基膦反应，都能得到6-氰基菲啶：
它和叠氮化钠、氯化铵在DMF中反应，可以得到6-(5-四唑基)菲啶。